# Edith González
Edith González Fuentes (Mexikóváros, 1964. december 10. – Huixquilucan, 2019. június 13.) mexikói színésznő, táncosnő.

## Élete és pályafutása
Első szerepét 1976-ban, tizenkét éves korában kapta az El Rey de los gorilas című filmben. Ezután felajánlottak neki egy  szerepet a Los ricos también lloran című telenovellában. González a shakespeare-i Művészeti Iskolában tanult. 1993-ban kapta élete első főszerepét, mint Monica a Corazón Salvaje című sorozatban. 1999-ben ismét főszerepet játszhatott a Nunca te olvidare-ben a szintén sikeres Fernando Colunga mellett. 
2001-ben felajánlották neki a Salomé telenovella főszerepét. 2006-ban kezdte forgatni a Mundo de Fierast, ahol főszerepet játszott César Évora, Gaby Espino és Laura Flores mellett.
2007 szeptemberében kezdték a Palabra de mujer forgatásai, ahol együtt játszott Yhadira Carrillóval (Fernanda), Ludwika Paletával (Paulina) és Lidya Avilaval (Matilde). 2008 júliusában kezdte forgatni a Telemundo a Doña Bárbarát. Miután véget értek a forgatások, szerepet vállalt a Mujeres Asesinasban. 2009. június 4-én a Camaleonesben játszott, Belinda és Alfonso Herrera mellett. 2010 októberében felmondott a Televisánál, és szerződést kötött a TV Aztecával. 2011-ben debütált a TV Aztecánál Mauricio Islas mellett a Cielo Rojo-ban.

## Magánélete
2004-ben megszületett kislánya, Constanza, akinek édesapja González korábbi férje, Santiago Creel. 2010-től Lorenzo Lazo volt a férje. 
2015-ben petefészekrákot diagnosztizáltak nála, ezért eltávolították a méhét, a petefészkét és nyirokcsomót is. A betegség viszont tovább gyötörte a színésznőt, aki három és fél éven át harcolt ellene, ám 2019. június 13-án elhunyt.

## Filmográfia

### Telenovellák
- 2017, 2018: 3 familias - Katy
- 2016: Eva la trailera - Eva Soler
- 2014: Las Bravo - Valentina Díaz de Bravo
- 2013: Vivir a Destiempo - Paula Duarte de Bermúdez
- 2011: A Corazón Abierto - Andrea Carranti
- 2011: Cielo Rojo - Alma Durán
- 2009: Camaleones - Francisca Campos de Ponce de León
- 2008: Doña Bárbara - Bárbara Guaimarán 'La Doña'
- 2007: Inimă de tigan - Diana de Aragón
- 2007: Palabra de mujer - Vanessa Noriega
- 2006: Mundo de Fieras - Joselyn Rivas del Castillo de Cervantes Bravo
- 2004: Mujer de Madera - Marisa Santibañez Villalpando # 1
- 2001: Salomé - Fernanda "Salomé" Quiñonez-Lavalle (Magyar hang: Orosz Anna)
- 1999: Cuento de Navidad - Josefina
- 1999ː  Esperanza (Nunca te olvidaré) - Esperanza Gamboa Martel / Isabel Clara Martel de Gamboa (Magyar hang: Balázs Ágnes / Hirling Judit)
- 1997: La Jaula de Oro - Oriana
- 1996: La Sombra del Otro - Lorna Madrigal del Castillo
- 1993: Corazón salvaje - Countess Monica de Altamira de Alcazar y Valle
- 1990: En Carne Propia - Estefanía Muriel/Natalia de Jesús Ortega
- 1988: Flor y Canela - Florentina
- 1987: Rosa Salvaje - Leonela Villareal # 1
- 1986: Lista Negra - Mary
- 1986: Monte Calvario - Ana Rosa
- 1984: Sí, Mi Amor - Susana
- 1983: La Fiera - Julie
- 1982: Chispita
- 1982: Bianca Vidal - Bianca Vidal
- 1981: El Hogar Que Yo Robé - Paulina
- 1980: Soledad - Luisita Sánchez Fuentes
- 1980: Ambición - Charito
- 1979: Los Ricos También Lloran - Marisabel
- 1975: Lo Imperdonable - Gloria
- 1973: Los Miserables Cosette
- 1973: Mi Primer Amor - Lucia
- 1972: El edificio de enfrente
- 1971: El amor tiene cara de mujer
- 1971: La maldición de la blonda
- 1971: Lucía Sombra - Erika
- 1970: Cosa Juzgada

### Filmek
- 2017: Un sentimiento honesto en el calabozo del olvido
- 2013: Deseo
- 2011: Ricardo Arjona
- 2011: Poquita Ropa
- 2008: Plaza Sésamo: Los monstruos feos más bellos
- 2004: Señorita Justice
- 2000: Rogelio
- 1998: Las noches de aventurera
- 1996: Salón México
- 1995: Los cómplices del infierno
- 1991: El descuartizador
- 1991: El jugador
- 1991: El muerto
- 1990: Atrapados
- 1990: Sentencia de muerte
- 1990: El motel de la muerte
- 1989: Trampa infernal
- 1988: Central camionera
- 1988: Pero sigo siendo el rey
- 1984: Adiós lagunilla, adiós
- 1982: Cosa fácil
- 1980: Fabricantes de pánico
- 1979: Guyana: Crime of the Century
- 1978: Cyclone
- 1977: El rey de los gorilas
- 1977: Alucarda
- 1974: Canción de Navidad

### Televízió
- 1986: La hora marcada
- 1987: Papá soltero (Actriz Invitada)
- 1993: Videoteatros: Véngan corriendo que les tengo un muerto
- 1993: Televiteatros (Leomela Villarreal)
- 1995, 1996: Mujer, Casos de la Vida Real (Különféle szerepek)
- 2002: XHDRbZ (Chulieta)
- 2003: La hora pico (Edith / Niña Salomé / Clienta enojada
- 2006: La hora pico (Edith Kalandor)
- 2007: La familia P. Luche (María Josefina)
- 2009: Mujeres asesinas (Clara Soler)
- 2010: La Academia Bicentenario (Önmaga)
- 2010: Mañanitas a la Virgen (Önmaga)
- 2011: Mañanitas a la Virgen (Önmaga)
- 2017: Mañanitas a la Virgen (Önmaga)
- 2019: Este es mi estilo (Önmaga)

### Színház
- 2012: Purgatorio
- 2010: Buenas Noches, Mama-Jessie
- 1998: Las Noches de Aventurera (1998, 2004–2008)
- 1986: Gigi (musical)